# Acalypha tacanensis
Acalypha tacanensis är en törelväxtart som beskrevs av Cyrus Longworth Lundell. Acalypha tacanensis ingår i släktet akalyfor, och familjen törelväxter. Inga underarter finns listade i Catalogue of Life.